# Сент-Мор-де-Турен (сыр)
Сент-Мор-де-Туре́н (фр. Sainte-maure-de-touraine) — мягкий французский сыр из козьего молока, покрытый синевато-серой корочкой пушистой плесени. Производится в виде небольшого полена, нанизанного на соломинку. 

## История
Сент-Мор-де-Турен производят в исторической провинции Турень, расположенной в департаменте Эндр и Луара. Сыр получил своё название от небольшого городка Сент-Мор-де-Турен. Согласно легенде, французов его научили делать пленные сарацины в VIII—IX веках. В 1990 году сыр получил сертификат AOC.

## Описание
Сыр имеет форму цилиндра диаметром 3-4 см с одного конца и 4-5 см с другого, длиной 14-16 см и весом 250—300 г. В головке остаётся ржаная соломинка, которая использовалась при созревании для «вентиляции». На ней гравируются данные производителя сыра. Мякоть имеет солоновато-кисловатый вкус с ореховым ароматом. Жирность сыра — 45 %.

## Изготовление
Сезон производства Сент-Мор-де-Турена длится с марта по ноябрь. Сначала в молоко добавляют немного молочного фермента и выдерживают одну ночь. Чтобы ускорить створаживание, добавляют немного сычужной закваски. После окончания створаживания калье раскладывают в цилиндрические формы и дают стечь сыворотке. Затем сыр достают из формы и продевают через него ржаную соломинку. Она поддерживает форму сыра и служит вентиляционным отверстием. На этом этапе сыр также посыпают смесью соли и пыли древесного угля. 
Для созревания сыр помещают в прохладное, хорошо вентилируемое помещение, в котором поддерживаются температура 11-15 °C и влажность 80-90 %. Благодаря таким условиям мякоть и корочка подсушиваться одновременно и не создаётся препятствий для естественного удаления сыворотки.
Каждый день сыр переворачивают. Через 10 дней он покрывается желтоватой корочкой, через три недели на корочке образуется голубоватый пушок плесени. Через 6 недель корочка становится морщинистой, а мякоть — более плотной и однородной. 
Сыр можно употреблять уже через 10 дней созревания, когда он покрывается корочкой, — однако для того, чтобы вкус стал более острым, его продолжают выдерживать до 6 недель.

## Потребление
Сент-Мор-де-Турен подают как аперитив или в конце обеда. Вынув соломинку, сыр нарезается на кусочки; корочка не срезается. Его также запекают, используют для приготовления тостов, салатов и различных десертов. 
К сыру подаются местные лёгкие сухие вина: белые Vouvray и Sancerre или молодое красное Chinon. Он хорошо сочетается со вкусом свежих ягод и фруктов. 

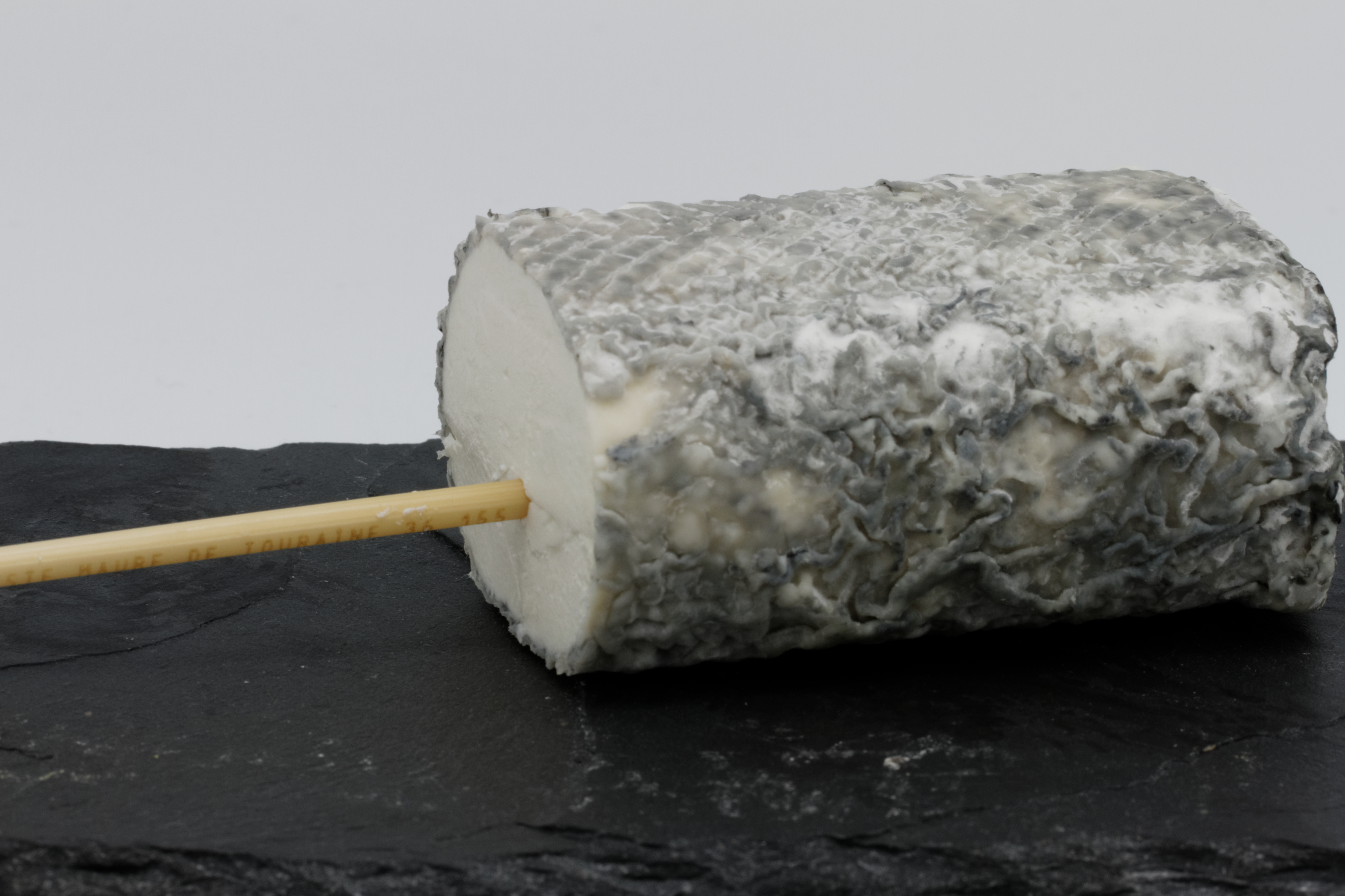
Сент-Мор-де-Турен, разрезанный пополам
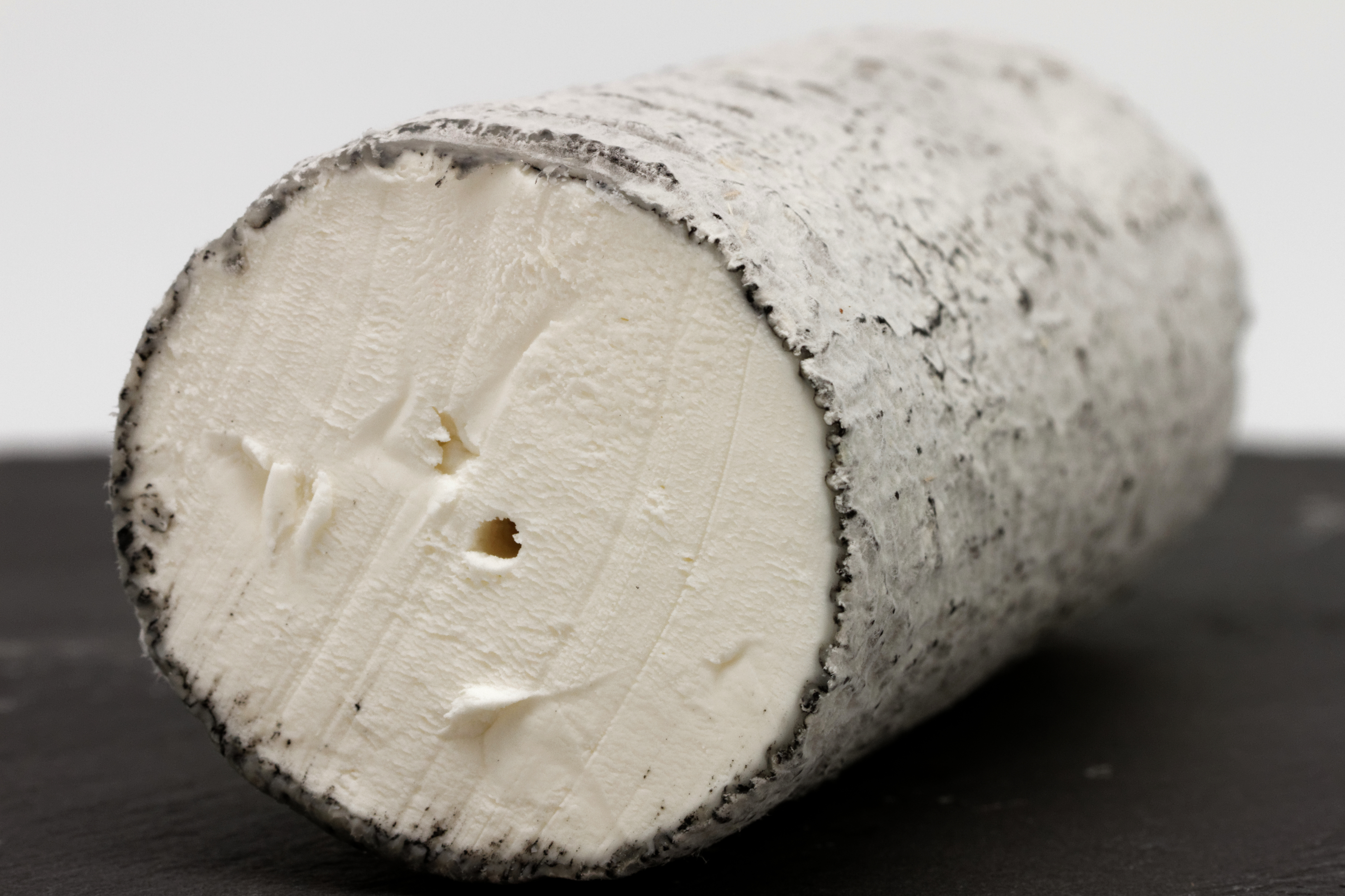
Блок сыра с вынутой соломинкой
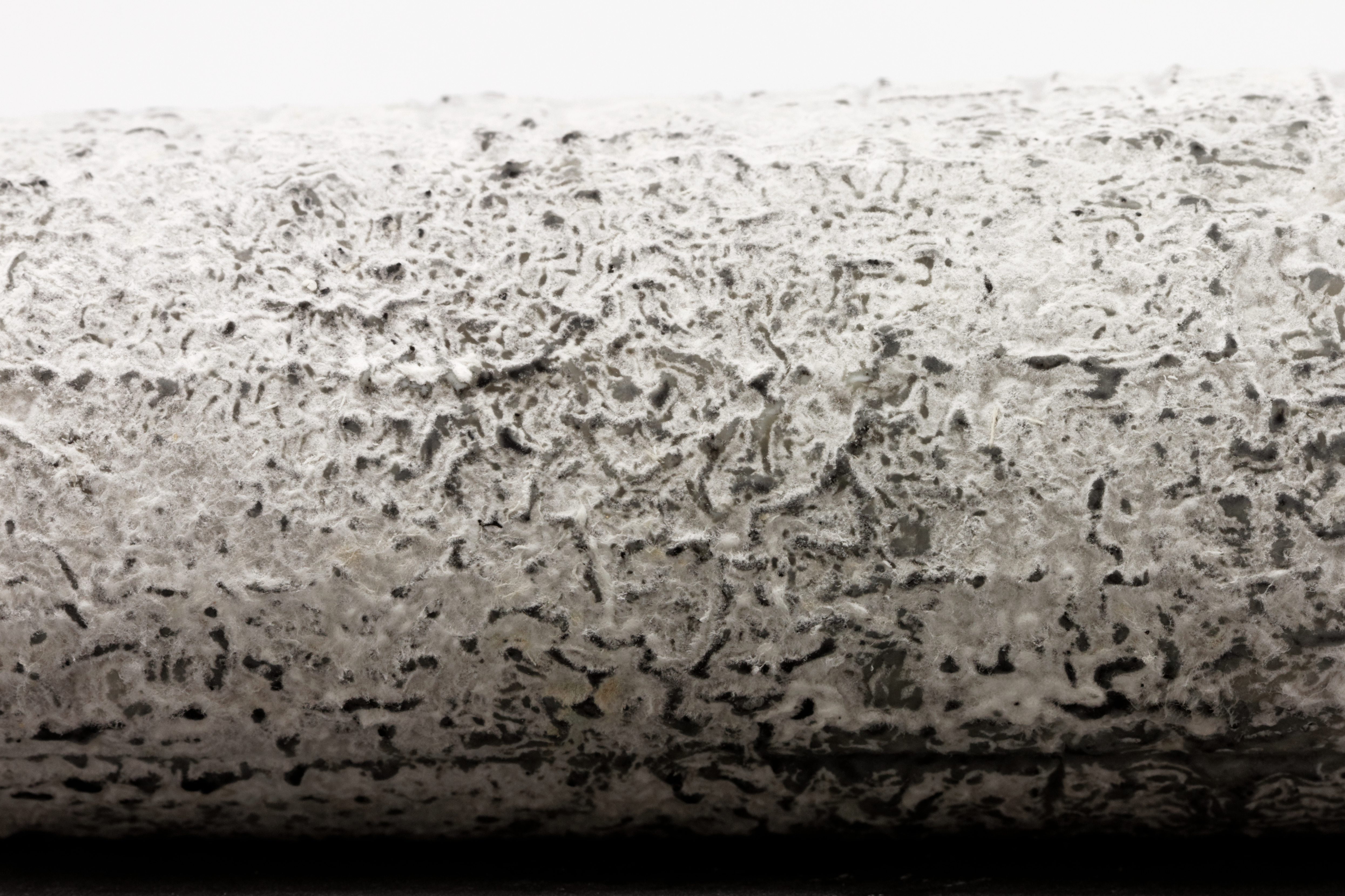
Корочка плесени
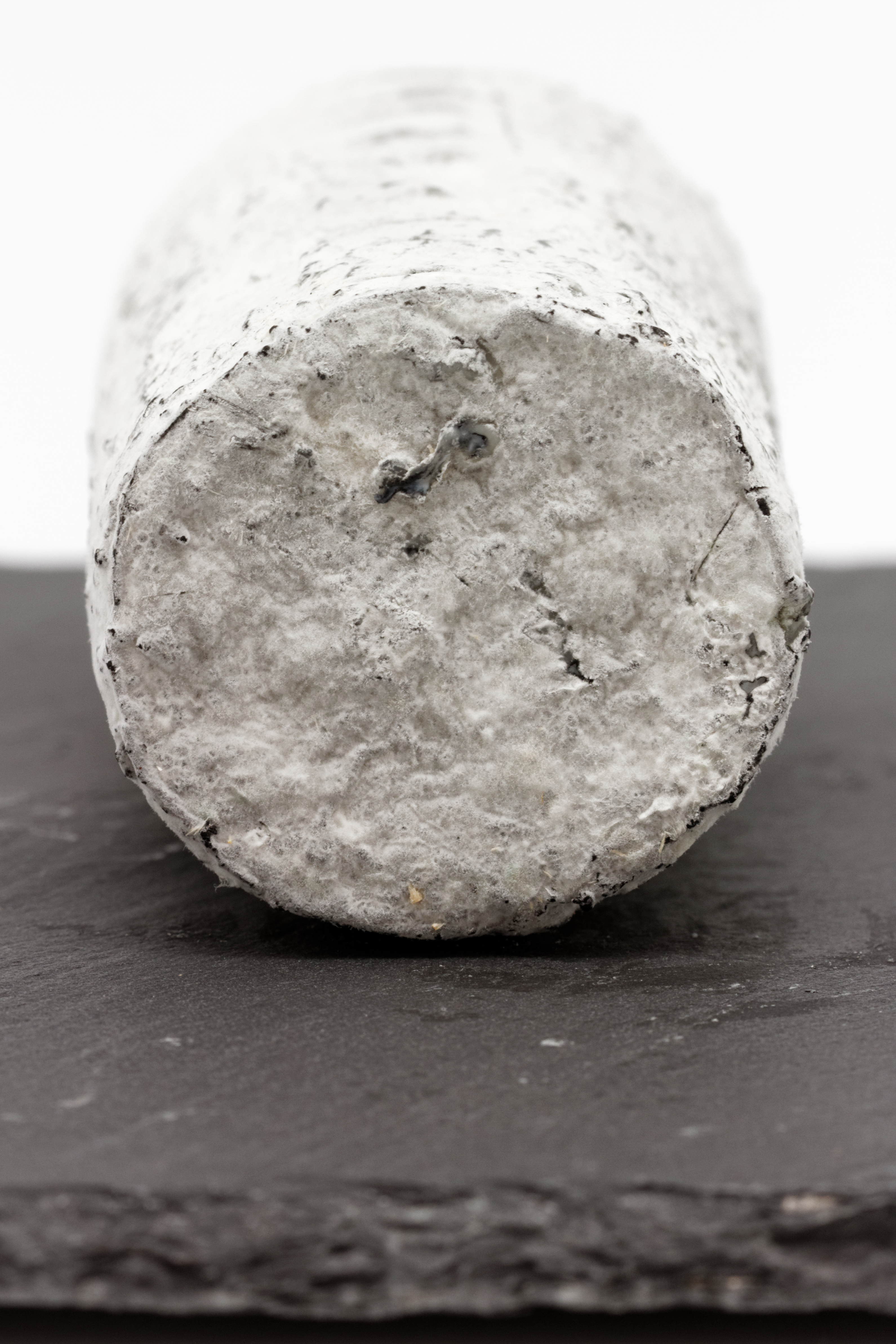
Основание сырного цилиндра